# SET-7 (航空機)
SET-7
- 用途：偵察機
- 設計者： IAR社
- 製造者： IAR社
- 運用者： ルーマニア空軍
- 初飛行：1935年
- 運用状況：退役

SET-7(ルーマニア語:SET-7セト・シャプテ)は、ルーマニアのSET社(Fabrica de Avioane Societatea pentru Exploatâri Technice)で開発された偵察機である。

## 概要
SET-7の設計作業は、1930年代初頭に始められた。最初の原型機は1935年に初飛行を行った。SET-7は成功した航空機で、大きな変更を施された派生型がいくつか生産された。最初の生産型は木製の胴体に解放式操縦席を備えた機体であったが、最終発展型では密閉式操縦席を備えた全金属製の機体となっていた。SET 7の最終型は、第二次世界大戦の開戦にいたるまでルーマニア航空隊で使用され続けた。

## スペック

### SET-7Kd
- 初飛行：1935年
- 翼幅：9.80 m
- 全長：7.15 m
- 全高：3.26 m
- 全高：26.60 m2
- 空虚重量：1115 kg
- 通常離陸重量：1780 kg
- 発動機：IAR/Gnome-Rhone 7Kd レシプロエンジン × 1
- 出力：500 馬力
- 最高速度：250 km/h
- 巡航速度：198 km/h
- 実用航続距離：580 km
- 実用飛行上限高度：5500 m
- 乗員：2 名
- 武装：7.7 mm機銃 × 2、300 kgまでの軽爆弾